# Tanguy Barro
Tanguy Sie Herman Barro (Oradara, 13 september 1982) is een Burkinese voetballer. Barro is een spits en speelt bij AS Eupen, in de Belgische tweedeklasse. Hij speelde eerder voor RC Bobo Dioulasso, Chamois Niortais en Racing Waregem.